# Міа Еклунд
Міа Еклунд (фін. Mia Eklund; нар. 30 жовтня 1994) — колишня фінська тенісистка.
Найвищу одиночну позицію світового рейтингу — 534 місце досягла 25 червня 2018, парну — 419 місце — 21 травня 2018 року.
Здобула 1 одиночний та 4 парні титули туру ITF.
Завершила кар'єру 2019 року.

## Фінали ITF

### Одиночний розряд (1–1)
| Легенда          |
| ---------------- |
| Турніри $100,000 |
| Турніри $80,000  |
| Турніри $60,000  |
| Турніри $25,000  |
| Турніри $15,000  |

| Результат | Ранг | Дата             | Турнір              | Покриття | Суперниця              | Рахунок          |
| --------- | ---- | ---------------- | ------------------- | -------- | ---------------------- | ---------------- |
| Поразка   | 1.   | 22 жовтня 2017   | ITF Хаммамет, Туніс | Ґрунт    | Michele Alexandra Zmău | 6–4, 3–6, 6–7(4) |
| Перемога  | 1.   | 5 листопада 2017 | ITF Хаммамет, Туніс | Ґрунт    | Yasmine Mansouri       | 7–6(1), 6–4      |

### Парний розряд (4–7)
| Легенда         |
| --------------- |
| Турніри $80,000 |
| Турніри $60,000 |
| Турніри $25,000 |
| Турніри $15,000 |
| Турніри $10,000 |

| Фінали за покриттям |
| ------------------- |
| Тверде (1–3)        |
| Ґрунт (3–3)         |
| Трава (0–0)         |
| Килим (0–1)         |

| Результат | Ранг | Дата              | Турнір                       | Покриття   | Партнерка         | Суперниці                             | Рахунок          |
| --------- | ---- | ----------------- | ---------------------------- | ---------- | ----------------- | ------------------------------------- | ---------------- |
| Поразка   | 1.   | 14 листопада 2014 | ITF Гельсінкі, Фінляндія     | Тверде (i) | Olivia Pimiä      | Емма Лайне Пашкова Євгенія Сергіївна  | 4–6, 0–6         |
| Поразка   | 2.   | 23 липня 2016     | ITF Тампере, Фінляндія       | Ґрунт      | Катаріна Герінґ   | Емма Лайне Юлія Вахачик               | 2–6, 3–6         |
| Поразка   | 3.   | 5 листопада 2016  | ITF Шеффілд, Велика Британія | Тверде (i) | Nika Shytkouskaya | Sarah Beth Grey Олівія Ніколлс        | 6–7(3), 5–7      |
| Поразка   | 4.   | 20 липня 2017     | ITF Don Benito, Іспанія      | Килим      | Габріелла Тейлор  | Марія Мазіні Olga Parres Azcoitia     | 3–6, 3–6         |
| Перемога  | 1.   | 23 вересня 2017   | ITF Хаммамет, Туніс          | Ґрунт      | Amy Zhu           | Vasilisa Aponasenko Beatrice Lombardo | 6–1, 6–4         |
| Поразка   | 5.   | 30 вересня 2017   | ITF Хаммамет, Туніс          | Ґрунт      | Amy Zhu           | Анджеліка Морателлі Natasha Piludu    | 4–6, 2–6         |
| Перемога  | 2.   | 22 жовтня 2017    | ITF Хаммамет, Туніс          | Ґрунт      | Julyette Steur    | Loudmilla Bencheikh Yasmine Mansouri  | 6–4, 4–6, [10–7] |
| Перемога  | 3.   | 9 грудня 2017     | ITF Анталія, Туреччина       | Ґрунт      | Крістіна Діну     | Дія Евтімова Паула Ормаечеа           | 6–3, 6–2         |
| Поразка   | 6.   | 24 березня 2018   | ITF Іракліон, Греція         | Ґрунт      | Емілі Епплтон     | Еміліе Франкаті Марія Єсперсен        | 5–7, 6–4, [8–10] |
| Перемога  | 4.   | 10 листопада 2018 | ITF Монастір, Туніс          | Тверде     | Бояна Маринкович  | Тамара Чурович Eliessa Vanlangendonck | 6–1, 7–6(6)      |
| Поразка   | 7.   | 18 листопада 2018 | ITF Монастір, Туніс          | Тверде     | Linnea Malmqvist  | Тамара Чурович Dominique Karregat     | 6–7(6), 1–6      |